# Gergithus pigrans
Gergithus pigrans är en insektsart som beskrevs av Melichar 1906. Gergithus pigrans ingår i släktet Gergithus och familjen sköldstritar. Inga underarter finns listade i Catalogue of Life.